# Заводскослободский сельсовет
Заво́дскослобо́дский сельсовет (бел. Заво́дскаслабо́дскі сельсавет) —  административная единица на территории Могилёвского района Могилёвской области Республики Беларусь. Административный центр — агрогородок Заводская Слобода.

## История
Образован 6 апреля 1973 года.

## Состав
Включает 30 населённых пунктов:
- Батунь — деревня
- Батунь — посёлок
- Берёзовый — посёлок
- Бокотовка — деревня
- Большое Хоново — деревня
- Будовля — деревня
- Городок — деревня
- Дедки — деревня
- Досовичи — деревня
- Дубровка — деревня
- Жабино — посёлок
- Заболотье — деревня
- Заводская Слобода — агрогородок
- Загрезье — деревня
- Зеленый — посёлок
- Каменка — деревня
- Коцни — деревня
- Малинник — деревня
- Малое Хоново — деревня
- Незовка — деревня
- Новая Культура — деревня
- Перстилы — деревня
- Подберезье — деревня
- Подбродье — деревня
- Полевой — посёлок.
- Поплавщина — деревня
- Репище — деревня
- Сининщина — деревня
- Старина — деревня
- Чернобель — деревня

Упразднённые населенные пункты на территории сельсовета:
- Калаша— деревня